# Xã Webster, Quận Day, Nam Dakota
Xã Webster (tiếng Anh: Webster Township) là một xã thuộc quận Day, tiểu bang Nam Dakota, Hoa Kỳ. Năm 2010, dân số của xã này là 264 người.